# Amomum calcaratum
Amomum calcaratum ist eine Pflanzenart aus der Gattung Amomum innerhalb der Familie der Ingwergewächse (Zingiberaceae). Dieser Endemit kommt nur im zentralen Laos vor.

## Beschreibung

### Vegetative Merkmale
Amomum calcaratum wächst als ausdauernde, krautige Pflanze, die Wuchshöhen von bis zu 1,8 Metern erreichen kann. Die roten bis rötlich braunen Rhizome sind etwa 0,5 bis 0,8 Zentimeter dick, gerillt sowie außen kahl und mit Schuppen bedeckt. Die ledrigen, außen filzig behaarten und gerillten rosafarbenen bis dunkel rotbraunen Schuppen sind bei einer Länge von 1 bis 2 Zentimetern breit eiförmig mit einem spitzen oberen Ende und bewimperten Rändern. Das Rhizom ist zwischen den einzelnen „Pseudostämmen“ etwa 7 Zentimeter lang. Von jedem Rhizom gehen etwa zehn horstbildende Sprossachsen bzw. „Pseudostämme“ ab. An der mit einem Durchmesser von 0,5 bis 1,5 Zentimetern etwas geschwollenen Basis haben die Stängel rötlich grüne bis grüne, außen filzig behaarte sowie gefurchte bis glatte Blattscheiden mit bewimperten Rändern. Die roten bis hellgrünen, ledrigen und eiförmigen Blatthäutchen sind außen filzig behaart und werden 0,1 bis 0,5 Zentimeter lang; ihr oberes Ende ist ausgerandet und ihre Ränder sind bewimpert.
Jeder Stängel besitzt 5 bis 22 Laubblätter. Die Laubblätter sind in Blattstiel und Blattspreite gegliedert. Der grüne rinnige Blattstiel ist mit einer Länge von 0,1 bis 0,2 Zentimetern relativ kurz und mit Ausnahme der behaarten Basis kahl. Die einfache Blattspreite ist bei einer Länge von 13 bis 25 Zentimetern sowie einer Breite von 2 bis 7 Zentimetern länglich über elliptisch bis verkehrt-lanzettlich mit spitz zulaufender Blattbasis und lang geschwänzten oberen Ende. Die glänzend grüne Blattoberseite ist genauso wie die ebenfalls glänzend grüne Blattunterseite kahl. Die Blattspreiten weisen an der Unterseite eine auffällige Blattnervatur auf. Die Blattränder sind ganzrandig.

### Generative Merkmale
Unterirdisch und nahe an oder direkt an der Stängelbasis aus dem Rhizom entwickelt sich auf einem etwa 10 Zentimeter langen und 0,4 bis 0,8 Zentimeter dicken, glänzend roten und kahlen Blütenstandsschaft ein bei einer Länge von etwa 5 Zentimetern sowie einem Durchmesser von etwa 3 Zentimetern ellipsoider Blütenstand, in dem die ungefähr vier Blüten dicht zusammen stehen. Je Stängel werden ein bis zwei Blütenstände gebildet. Der Blütenstandsschaft ist mit roten bis dunkel rotbraunen, hart ledrigen, gefurchten und außen zottig behaarten Schuppen bedeckt, welche an der Schaftbasis bei einer Länge von 1 bis 2,5 Zentimetern sowie einer Breite von etwa 0,8 Zentimetern röhrenförmig sind. Die Schuppen im oberen Schaftbereich sind bei einer Länge von 2 bis 5 Zentimetern sowie einer Breite von 1,8 bis 2 Zentimetern breit eiförmig mit spitzem und kurz bespornten oberen Ende und mit relativ langen weißen Trichomen bewimperten Rändern. Die roten bis dunkel rotbraunen, außen filzig behaarten und hart ledrigen und an der Oberseite papierartigen, gefurchten Tragblätter sind bei einer Länge von 2,3 bis 3 Zentimetern sowie einer Breite von 0,5 bis 0,7 Zentimetern bootförmig bis lanzettlich mit spitzen und etwa 0,5 Zentimeter lang bespornten oberen Ende und bewimperten Rändern. Zur Fruchtreife sind die Deckblätter etwa 4,5 bis 5 Zentimeter lang sowie etwa 2 Zentimeter breit und fallen bereits nach kurzer Zeit ab. Die hellbraunen, membranartigen, aber sehr dünnen Deckblätter sind zu einer 1,2 bis 1,3 Zentimeter langen sowie etwa 0,4 Zentimeter breiten, an der Basis filzig behaarten Röhre verwachsen, welche zweifach gezähnt ist. Die zwei Zähne sind 0,1 bis 0,2 Zentimeter lang.
Die zwittrigen Blüten sind zygomorph und dreizählig mit doppelten, weißen  Perianth. Die drei bräunlich rosaroten und membranartigen, aber sehr dünnen Kelchblätter sind röhrenförmig miteinander verwachsen und sind mit einer Länge von 1,5 bis 1,6 Zentimeter sowie einer Breite von etwa 0,3 Zentimeter etwa gleich lang wie die Kronröhre. Sie sind zweifach gezähnt, wobei die Kelchzähne 0,4 bis 0,5 Zentimeter lang sind und ein spitzes oberes Ende mit einem kleinen dicken Sporn haben. Die drei weißen und 3 bis 3,2 Zentimeter langen, ledrigen Kronblätter sind zu einer rund 1,5 Zentimeter langen, an der Außenseite zottig behaarten Kronröhre verwachsen, die sowohl an der Außen- als auch an der Innenseite kahl sind. Es sind drei ebenfalls weiße Kronlappen vorhanden. Der mittlere Kronlappen ist etwa 1,5 Zentimetern lang und rund 1 Zentimeter breit mit kappenförmigen oberen Ende. Die beiden seitlichen Kronlappen sind bei einer Länge von etwa 1,5 Zentimetern sowie einer Breite von 0,7 bis 0,8 Zentimetern etwas schmäler und haben ebenfalls ein kappenförmiges oberes Ende. Nur das mittlere der Staubblätter des inneren Kreises ist fertil. Das fertile Staubblatt besitzt einen abgeflachten, etwa 0,2 Zentimeter langen, kahlen, weißen Staubfaden. Die zwei weißen Hälften des unbehaarten Staubbeutels sind bei einer Länge von etwa 0,8 Zentimetern und einer Breite von rund 0,4 Zentimetern länglich. Die Staminodien des inneren Kreises sind zu einem Labellum verwachsen. Das etwa 1,7 Zentimeter lange und 1,6 bis 1,8 Zentimeter breite Labellum ist weiß mit gelber Mitte und roten Streifen und Punkten; es ist an seiner Basis filzig behaart und besitzt einen gewellten Rand. Die seitlichen, weißen Staminodien sind bei einer Länge von etwa 0,3 Zentimetern länglich. Drei Fruchtblätter sind zu einem dreikammerigen, behaarten, bei einem Durchmesser von etwa 0,3 Zentimetern kugelförmigen Fruchtknoten verwachsen. Jede Fruchtknotenkammer enthält nur etwa fünf Samenanlagen. Der Griffel ist behaart. Die becherförmige Narbe ist mit Ausnahme der bewimperten Spitze kahl.
Der Schaft des Fruchtstandes ist rot, filzig behaart, etwa 6 bis 10 Zentimeter lang und 0,4 bis 0,7 Zentimeter dick. In einem bei einer Länge von 4 bis 5 Zentimetern sowie einem Durchmesser von etwa 5 Zentimetern ei- bis kugelförmigen Fruchtstand befinden sich drei bis fünf Kapselfrüchte. Die bei einem Durchmesser von etwa 1 Zentimetern kugelförmigen Kapselfrüchte färben sich zur Reife rosarot. Jedes der drei Fruchtfächer enthält drei bis fünf Samen. Die Oberfläche der Fruchtklappen ist behaart und weiche aber stachelig. Die kahlen Samen sind bei einem Durchmesser von 3 bis 4 Millimetern kugelig.

## Vorkommen
Das natürliche Verbreitungsgebiet von Amomum calcaratum liegt in der im zentralen Laos gelegenen Provinz Khammuan. Soweit bisher bekannt umfasst es dort die Gegend um Bane Khoun Ngeun im Distrikt Hinboon. Sie gedeiht dort in Höhenlagen von 285 bis 381 Metern in immergrünen Wäldern über Kalkstein.

## Taxonomie
Die Erstbeschreibung als Amomum calcaratum erfolgte 2012 durch Vichith Lamxay und Mark Fleming Newman in Edinburgh Journal of Botany, Band 69, Nummer 1, Seite 110.